# Angélica (1989)
Angélica é o segundo álbum de estúdio da apresentadora e cantora brasileira Angélica, lançado em 1989 pela gravadora Discos CBS (atual Sony Music Brasil). Lançado após o êxito de seu antecessor, que vendeu mais de um milhão de cópias em todo o Brasil, o álbum foi aguardado com muita expectativa pelos fãs e pela gravadora, que apostava em sucesso semelhante ao disco de 1988. 
O álbum Angélica foi concebido para agradar tanto ao público infantil quanto ao adolescente, e traz tanto canções dançantes quanto baladas românticas. Foi produzido por Marco Mazzola, que trabalhou com a cantora no fonograma anterior. Como músicas de trabalho foram escolhidas três faixas: "Tic Tac", "Coração Encantado" e "Toda Molhada de Chuva", as quais figuraram em paradas de sucesso e foram divulgadas através de videoclipes, programas de televisão, e performances em shows. Outras canções notáveis incluem "O Calhambeque", a qual a gravadora escolheu para criar uma conexão entre as canções sobre veículos, após o sucesso de "Vou de Táxi" e "Angelical Touch" que foi trilha do filme Uma Escola Atrapalhada e do comercial do perfume homônimo.
A recepção ao álbum foi positiva. Os críticos especializados em música fizeram resenhas favoráveis, nas quais elogiaram o talento da cantora e a diversidade de ritmos do LP. Comercialmente, tornou-se o segundo maior sucesso da carreira fonográfica de Angélica. As vendas totais somavam mais de 800 mil cópias em território brasileiro em meados de 1990. Tal fato, o tornou elegível a um disco de platina triplo no país.

## Antecedentes
Em 1988, a cantora e apresentadora Angélica lançou no mercado fonográfico brasileiro o seu primeiro fonograma autointitulado. O destaque desse projeto foi a canção “Vou de Táxi”, uma versão em português de "Joe le taxi", lançada pela cantora francesa Vanessa Paradis, que se tornou a mais famosa da carreira de Angélica. O álbum chegou a vender mais de um milhão de cópias e se tornou um dos discos mais vendidos naquele ano.
A Discos CBS esperava que o novo trabalho tivesse o mesmo desempenho de seu antecessor, e para tanto iniciou a produção e gravação do segundo disco da artista.

## Produção e gravação
Em 24 de março de 1989, o jornal O Pioneiro informou que um segundo trabalho musical da cantora começou a ser gravado e que a previsão era de que fosse lançado em em junho ou julho do mesmo ano. O jornal também mencionou que o projeto incluiria ritmos inéditos no repertório da cantora, como o samba. A escolha do gênero musical mencionado, serviria como uma forma de homenagem a primeira aparição de Angélica em um desfile de escola de samba, ocorrido em fevereiro de 1989.
No mesmo ano, a jornalista Nani Marcos informou em sua coluna no jornal Correio de Notícias que a cantora recebeu do compositor francês Etienne Roda, autor de "Vou de Táxi", uma nova canção que seria incluída no seu segundo disco e que seria lançada na Europa pela cantora Vanessa Paradis. Segundo a revista Veja, pelo disco a cantora receberia 600,000 cruzados novos de seu contrato com a gravadora CBS, além de ter direito de 14% do preço de capa de cada uma de suas cópias vendidas.
A produção do álbum ficou a cargo de Marco Mazzola, produtor musical que também produziu o álbum anterior, e Sergio Lopes. A escolha do repertório foi um processo colaborativo entre Angélica e os produtores, resultando em um conjunto de músicas que refletem tanto as preferências pessoais da cantora quanto a visão comercial dos produtores. O álbum "Angélica" foi concebido para agradar tanto ao público infantil quanto ao adolescente, com uma seleção de músicas que variam entre temas leves e dançantes, e baladas românticas. O disco é composto por várias faixas que variam entre temas românticos, divertidos e ecológicos. A capa do álbum foi fotografada por Marcelo Faustini, e o encarte inclui um pôster de Angélica vestindo um jeans rasgado, que se tornou uma marca registrada.
Em 7 de julho de 1989, o jornalista Ferreira Netto informou no jornal Tribuna da Imprensa o nome de duas canções que fariam parte do disco: "Gato Ideal" e "Toda Molhada de Chuva". No mesmo mês, no dia 30 de julho, o jornalista Dom Floriano, do jornal O Liberal, informou que a cantora havia gravado duas canções para o álbum: "Toda Molhada de Chuva" e "Meu Gato", com arranjos de Larry Williams, que trabalhou com o produtor Quincy Jones e em duas faixas do álbum Bad, de Michael Jackson.

## Canções
Entre as dez canções que compõem a lista de faixas está "O Calhambeque", regravação do clássico de Roberto Carlos, presente em seu álbum É Proibido Fumar, de 1964. Trata-se de uma versão em português da canção, original e em inglês, "Road Hog", do cantor e compositor estadunidense John D. Loudermilk. A canção original atingiu pico na posição de número 64 na parada Billboard Hot 100, em 1962. A escolha de "O Calhambeque" foi uma ideia da CBS, aproveitando o sucesso anterior de Angélica, "Vou de Táxi", para criar uma conexão entre as canções sobre veículos. A versão de Angélica chegou a ser executada em rádios e alcançou boas posições.
"Angelical Touch", que fecha o lado A do vinil, foi escrita por Debarros F., e revela uma faceta mais complexa da personalidade de Angélica, descrita como "uma menina em forma de boneca, um diabinho com cara de anjo". A música deu nome a linha de perfumes lançada pela cantora e serviu de trilha nos comerciais de televisão. Além disso, fez parte da trilha sonora do filme Uma Escola Atrapalhada, no qual a cantora atuou como protagonista e cantou a faixa em um videoclipe exclusivo do filme.
A versão original de "Eu Não Sou Bombom" chama-se "It's The Same Old Song" e foi gravada em 1965 pela banda Four Tops. A música atingiu a posição de número 6 na parada da revista estadunidense Cash Box, no mesmo ano de seu lançamento. A versão de Angélica trata de identidade e autoafirmação, onde a cantora freia a impulsividade de um namorado inquieto.
"Passageiro do Meu Amor" é uma versão de "Marylin Et John", gravada no mesmo ano pela cantora francesa Vanessa Paradis. Trata-se de uma balada romântica que explora temas de amor e relacionamentos juvenis.
"Help Natureza" conta com as participações especiais do cantor brasileiro Ney Matogrosso e o quarteto humorístico Os Trapalhões. A música faz um apelo à proteção das florestas e dos animais, refletindo uma preocupação ecológica.
"Roda, Roda Roda" é uma faixa voltada para o público infantil, divertida e fácil de cantar, ideal para brincadeiras de roda, bastante tocada nos programas da cantora da Rede Manchete: Milk Shake e Clube da Criança.

## Lançamento e divulgação
O lançamento do álbum ocorreu em 28 de setembro de 1989, em três formatos originais: LP, K7 e CD (este foi o primeiro lançamento da cantora neste formato); além de duas versões do álbum em LP Picture (uma com as músicas do álbum e outro apenas com a foto de Angélica, com um instrumental natalino).
A divulgação ocorreu através de uma série de shows e apresentações em várias cidades brasileiras, bem como videoclipes feitos para algumas das canções e performances em programas de televisão de músicas presentes na lista de faixas do álbum.

## Singles
"Tic Tac" foi lançada como primeiro single. A faixa é uma das canções animadas presentes no disco e foi composta por Dudu França e César Rossini. Chegou a ser performada em programas de televisão, tais como o Globo de Ouro, da TV Globo, e em shows da turnê promocional. Além disso, figurou entre as canções mais tocadas em rádios brasileiras.
O segundo single a ser lançado foi o da faixa "Coração Encantado". Composta por Michael Sullivan e Paulo Massadas, é introduzida por um solo de violão de Celso Fonseca. Explora temas de amor juvenil, perfeitamente alinhada com o público adolescente da cantora. Em 1996, integrou o álbum de compilação intitulado Os 14 Grandes Sucessos de Angélica.
"Toda Molhada de Chuva" foi o terceiro e último single a ser lançado. Uma balada romântica com o saxofone insinuante de Larry Williams destaca um lado mais suave e emotivo de Angélica, abordando os sentimentos de um primeiro amor. Trata-se de uma versão da música "Bajo La Luz de La Luna", do mesmo ano, do grupo espanhol Los Rebeldes. Como forma de divulgação, chegou a ser cantada em shows da turnê promocional, e foi feito um videoclipe para ela, exclusivo do programa Fantástico, da TV Globo. A música apareceu entre as mais executadas em listas de sucesso de rádios brasileiras.

## Recepção crítica
| Críticas profissionais | Críticas profissionais |
| Avaliações da crítica  | Avaliações da crítica  |
| Fonte                  | Avaliação              |
| ---------------------- | ---------------------- |
| Diário do Pará         | Favorável              |
| Jornal do Commercio    | Favorável              |

As resenhas da crítica especializada foram, em maioria, favoráveis.
Edgar Augusto, do Diário do Pará, escreveu que embora o álbum "se enquadre no esquema consumista milimetricamente calculado para faturar entre crianças e adolescentes na fase da puberdade", a cantora demonstra seu talento, confirmando não ser um mero fantoche. Ele elegeu "O Calhambeque", "Roda, Roda, Roda" e "Help Natureza" como os pontos altos do álbum. O jornal indicou o LP como o melhor presente de Dia das Crianças para o público infantil.
Augusto Pantoja, do Jornal do Commercio, também fez uma resenha favorável e escreveu que a faixa "O Calhambeque" "está mais brilhante que nunca", além disso, afirmou que o ponto alto do disco são as músicas agitadas.

## Desempenho comercial
Após o sucesso de seu antecessor, a gravadora Discos CBS acreditava que o álbum repetiria o mesmo feito, ou seja, venderia mais de 1,2 milhões de cópias. A tiragem inicial foi de 500 mil unidades, que foram encomendadas pelas lojas antes do lançamento. Ao todo, foram vendidas mais de 800 mil cópias do álbum no Brasil até meados de 1990.
Em relação as paradas de sucesso, atingiu a segunda posição na lista de mais vendidos do Jornal do Brasil, em 1989. Na lista de álbuns mais vendidos durante o ano de 1989 da Nopem, aparece na posição de número 5, o melhor desempenho de toda a carreira fonográfica da cantora.

## Lista de faixas
- Créditos adaptados do encarte do LP Angélica, de 1989.[42]

| N.º | Título                                               | Compositor(es)                                               | Duração |  |
| 1.  | "O Calhambeque (Road Hog)"                           | John D. Loudermilk / Gwen Loudermilk (versão: Erasmo Carlos) | 3:11    |  |
| 2.  | "Coração Encantado"                                  | Michael Sullivan / Paulo Massadas                            | 4:12    |  |
| 3.  | "Tic Tac"                                            | Dudu França / César Rossini                                  | 3:41    |  |
| 4.  | "Toda Molhada de Chuva" (Bajo La Luz de La Luna)     | C. Segarra (versão: Biafra / Aloysio Reis)                   | 3:33    |  |
| 5.  | "Angelical Touch"                                    | Debarros Filho                                               | 4:40    |  |
| 6.  | "Eu Não Sou Bombom" (It's The Same Old Song)         | E. Holland / L. Dozier / B. Holland (versão: Debarros Filho) | 4:23    |  |
| 7.  | "Passageiro do Meu Amor" (Marylin Et John)           | E. Roda / Gil / F. Langolff (versão: Cláudio Rabello)        | 5:50    |  |
| 8.  | "Roda, Roda, Roda"                                   | Piska / Giba                                                 | 3:41    |  |
| 9.  | "Meu Sonho Real" (Mi Chica Ideal)                    | R. Amado (versão: Biafra / Aloysio Reis)                     | 4:00    |  |
| 10. | "Help Natureza" (com Ney Matogrosso e Os Trapalhões) | Carlos Pedro / Ed Wilson                                     | 3:26    |  |

## Tabelas
| Tabela musical (1989) | Melhor posição |
| --------------------- | -------------- |
| Brasil (Nopem)        | 2              |

| Tabela musical (1989) | Posição |
| --------------------- | ------- |
| Brasil (Nopem)        | 5       |

## Certificações e vendas
| Região | Certificação | Vendas estimadas |
| ------ | ------------ | ---------------- |
| Brasil | 2× Platina   | 800,000          |